# Nikki van den Burg
Nikki van den Burg is een voetbalspeelster uit Nederland. Ze speelt als verdediger voor NAC Breda.

## Clubcarrière
Nikki van den Burg begon met voetballen bij de lokale amateurclub SV KMD. In 2018 maakte ze de overstap naar jeugdacademie van ADO Den Haag naar NAC Breda.
Van den Burg voegde zich op 1 mei 2024 bij de selectie van het nieuw opgerichte NAC Breda. Op 7 september 2024 maakte ze als centrale verdediger haar debuut voor NAC Breda in de Vrouwen Eerste divisie in een thuiswedstrijd tegen Jong Feyenoord in het Rat Verlegh Stadion. Ze vormt een duo met Lynn Verhoef, waarmee ze eerder samenspeelde bij ADO Den Haag.

## Statistieken
| Seizoen | Club      | Land      | Competitie             | Wedstrijden | Doelpunten |
| ------- | --------- | --------- | ---------------------- | ----------- | ---------- |
| 2024/25 | NAC Breda | Nederland | Vrouwen Eerste divisie | 19          | 1          |
| Totaal  | Totaal    | Totaal    | Totaal                 | 19          | 1          |

Laatste update: 6 april 2025
1 De Haan ·
2 Heshof ·
3 Van den Burg ·
4 Verhoef ·
5 F. Mol ·
6 Heijblom ·
7 Promes ·
8 Aurélio ·
9 Franken ·
10 Laamouz ·
11 Schneijderberg ·
12 Nguyen ·
14 Hendriks ·
15 Fertoute ·
16 Oussoren ·
17 De Blij ·
18 Meerding ·
19 Tabi ·
19 Warps ·
20 Versluijs ·
21 Cober ·
22 L. Mol ·
23 Van der Meulen ·
24 Goutier ·
25 Yetim ·
26 Zieleman ·
Coach: Mank